# 나카오 모모
나카오 모모(일본어: 中尾 萌々, 2002년 3월 9일 ~ )는 일본의 여자 축구 선수이다.

## 구단 경력
2020년 나데시코 리그의 제프 유나이티드 지바에 입단하였다.

## 국가대표팀 경력
그녀는 2018년 FIFA U-17 여자 월드컵에 참가할 일본 U-17 국가대표팀에 발탁되었으며, 3경기에 출전했다.